# Sargé-lès-le-Mans
Sargé-lès-le-Mans é uma comuna francesa na região administrativa do País do Loire, no departamento de Sarthe. Estende-se por uma área de 13.65 km². Em 2010 a comuna tinha 3 787 habitantes (densidade: 277,4 hab./km²).